# Agnathotermes
Agnathotermes es un género de termitas  perteneciente a la familia Termitidae que tiene las siguientes especies:

## Especies
1. Agnathotermes crassinasus
2. Agnathotermes glaber